# 虎爺

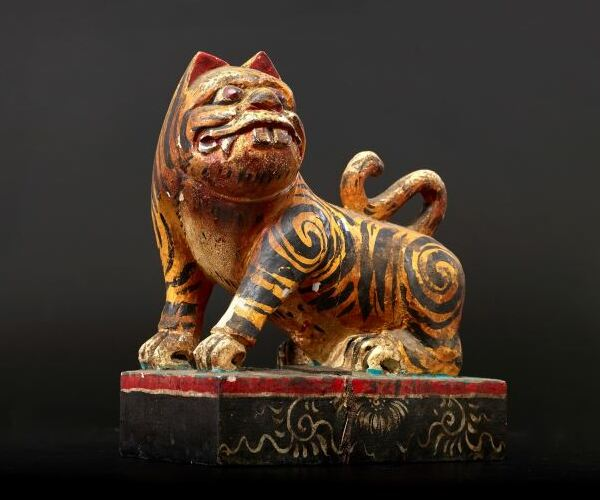
國立傳統藝術中心典藏的木雕虎爺

虎爺，是道教中一種以虎為形象的神祇，俗稱虎爺公、虎爺將軍、虎將軍，尊稱為下壇將軍、金虎將軍，其中虎爺也有分成黑毛與黃毛兩種。虎爺最早是山神、土地公及城隍爺的座騎，後來更演變成王爺、媽祖等諸神的座騎，並有守護廟境、村莊、地區與城市之功能。

## 來源
中國遠古時期即有對老虎的自然崇拜，後成為民間信仰的一部份。俗曰：「土地神轄山中虎」，古人認為虎受土地之神所管，而被山神、土地公、城隍爺等神收伏的老虎具有神力，不但不會傷害人畜，且會保護人類；故人們多尊稱為虎爺，虔誠奉祀。

### 關聯
許多神明的座騎亦是虎，但與此處的虎爺不同，時遭混淆。
- 瑤池金母乘白虎出遊。
- 張道陵天師騎虎入山。
- 保生大帝醫治虎喉，因而伏虎。
- 玄壇真君、鐵拐真人、伏虎禪師座騎亦為虎。

## 信仰
- 流傳為土地公等諸神的座騎。
- 廟會、慶典時的前導、開路之神[1]。
- 鎮守廟宇城村，驅逐邪魔精怪。
- 保護兒童。許多地區會讓小孩拜虎爺為義父，現代認為虎爺也會守護寵物，因此也會讓寵物拜虎爺為義父。
- 能招錢財。俗言「虎爺咬錢來」，民間常於其神龕旁設盛水小碗，水中置錢，俗稱「錢水」，供信徒以至少等值之錢幣換取「錢母」，取回後置於紅包袋或香火袋內，據說可暗助生財。
- 有醫療能力，能治療臉頰腫脹的腮腺炎。腮腺炎俗稱「豬頭皮」，人稱虎能食豬，故可治之。一般是以紙錢抹過虎爺塑像之口，再抹過患部。也有請乩童、道士召請虎爺後，以硃砂筆在患部上書寫「虎」字等。此外新北市八里區五福宮有由財神賜名為「採藥童子」的千年天虎爺[2]。

## 形象及祭祀方式

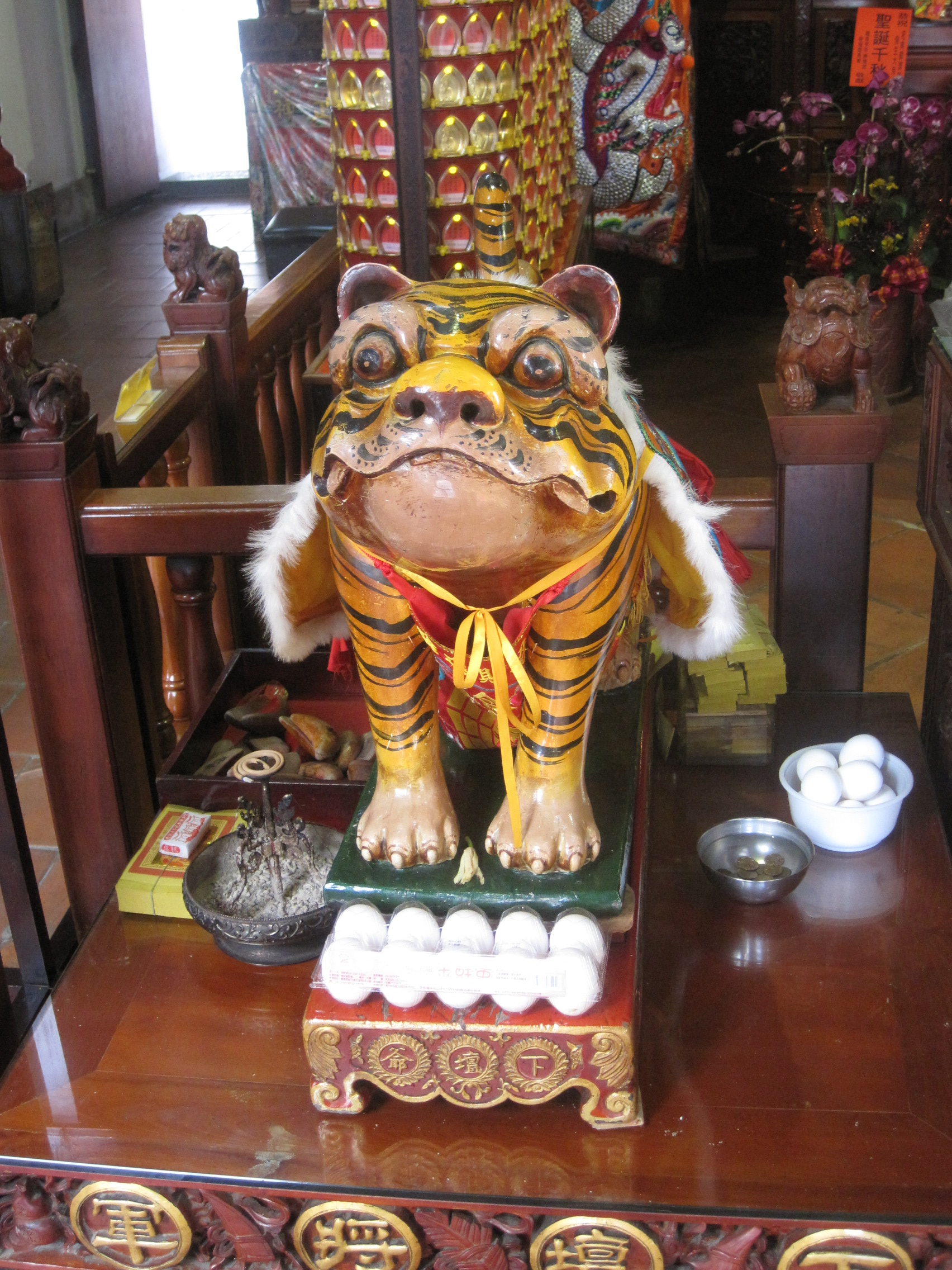
祀典興濟宮虎爺，前面可見作為供品的生雞蛋。

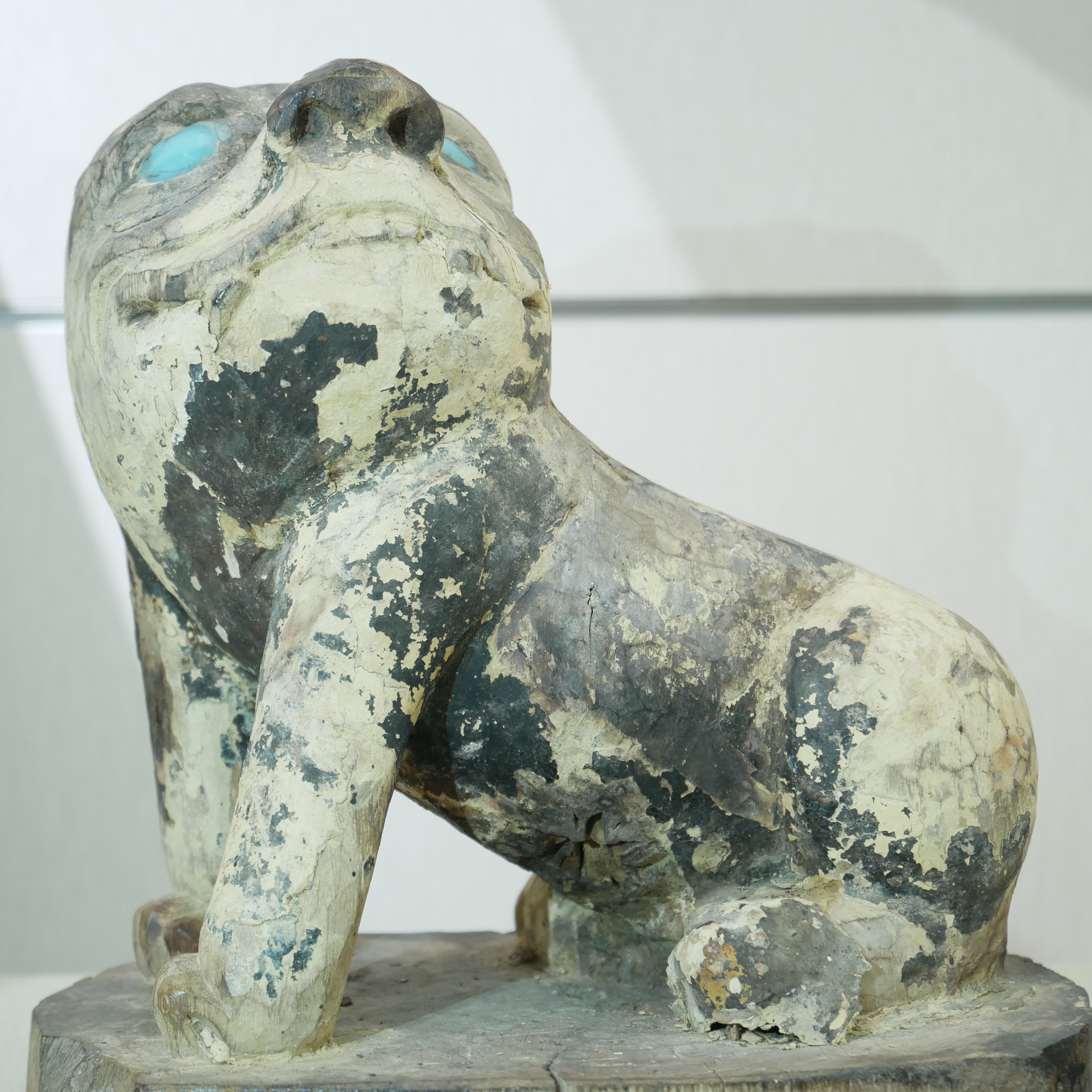
木雕虎爺

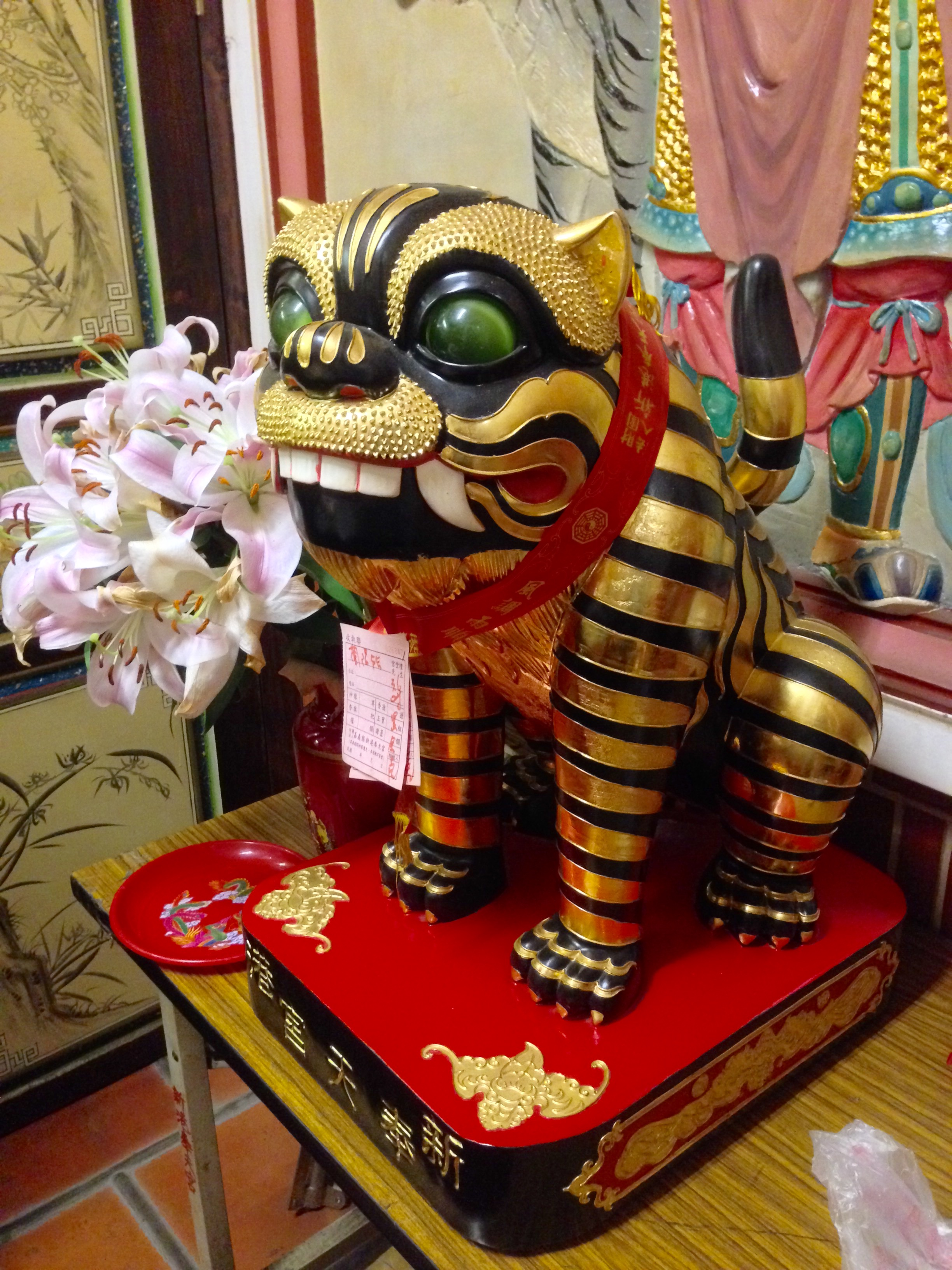
新港奉天宮金虎爺

### 臺灣
一般供奉於神桌或主神神位下方，供品為生雞蛋及生肉類，聖誕多為農曆六月初六。但有些廟宇將虎爺奉於神桌之上，如板橋慈惠宮、朴子配天宮、
台灣早期的虎爺以原始的虎型為主，近年來部分廟宇開始奉祀不同型態的虎爺，包括虎頭人身、人身虎帽、有翅膀的飛天虎等，如臺中市外埔區義虎堂奉祀虎頭人身之形象，彰化彰邑明聖廟奉祀天虎將軍貌形虎面人身虎尾、新北市石碇區伏虎宮奉祀原始虎形虎爺、飛天虎爺、五營虎爺神將、宜蘭縣宜蘭市新民堂則同時奉祀人身帶虎帽、虎頭人身、原始虎形的三種虎爺，高雄市苓雅區五塊厝慈聖宮則同時奉祀天虎將軍及黑虎大將軍。
民雄大士爺廟為臺灣唯一主祀觀音與大士爺之廟宇，其虎邊所設的五虎將軍廟是當地社會賢達組成「虎爺會」鳩資建造的小廟宇，為大士爺廟中的「廟中廟」。五虎將軍廟內前置黃虎大將軍、黑虎大將軍、白虎大將軍、青虎大將軍與紅虎大將軍，其後另奉三尊虎爺，均為銅鑄。五虎將軍的嘴裡分咬硃砂筆、炫風金光鎚、五雷誅魔鞭、天星銀斧、擎天流星劍五種寶物和兵器，象徵祈安植福、斬妖除魔、驅煞押邪、改運祛禍和清掃穢氣。
不過，其中值得一提，位於高雄市苓雅區五塊厝慈聖宮所奉祀天虎大將軍、黑虎大將軍，位置及供品非常特殊，將天虎奉祀於上，黑虎大將軍則是奉祀於下壇，並皆以素食為主，其因來自於保生大帝醫虎喉之說 ；此外，五塊厝慈聖宮奉祀天虎大將軍及黑虎大將軍，在早期辦事時，保生大帝透過乩身抓住天虎大將軍，來醫治信徒，並能透過指示，讓百姓尋覓良醫治療，更有信眾目睹在辦事時，天虎大將軍在地上跑，令信徒們招架不住；因此，慈聖宮的天虎大將軍底座，有著不少坑坑疤疤，是為取藥引給善男信女及信眾們消災解厄。

### 新加坡
新加坡華人祭拜虎爺的方式，第一種是供奉在廟宇的大門口後或旁邊設立的「虎爺洞」（如淡濱尼聯合宮、韭菜芭城隍廟），第二種是供奉在廟內眾神之前（如聚善堂關帝廟），第三種是未設有特別空間來供奉虎爺（如三巴旺財神廟）:694。
新加坡廟宇中，最早供奉虎爺者可能是位於大巴窑的雙林城隍廟:694。另外在雙林城隍廟附近有間普忠廟，廟中天公壇下設有虎爺，廟方說此虎為「天公虎」，為太上老君的坐騎:705。
祭典儀式ー拜虎爺，打小人
「拜虎爺，打小人」是流行於廣東珠三角及香港等地的巫術習俗，據說可追溯到唐朝時流行的「厭勝」（厭詛）:701。進行此儀式的時間不定，主要是在驚蟄的日子，其他則是像農曆每月初六、十六、廿六或是所謂的「除日」（陰日）:701。祭拜時會用小塊生豬肉沾豬血，放入紙虎口中，使其吃飽不再出口傷人，然後再將生豬血抹在紙虎嘴上，使之充滿油水，不能張口說人是非:701。而有些地方在祭拜完後還會將紙虎燒掉或將紙虎的頭用銅劍切掉:701。
此儀式隨著廣東移民外傳後，到了馬來西亞的吉隆坡仙四爺廟等地保留在「驚蟄虎開口」的日子祭白虎打小人:703。不過新加坡的驚蟄日主要只有「拜虎爺」（祭白虎）的部分，少見「打小人」的部分:701-702。

## 虎爺「吃炮」
「喫炮（吃炮）」為臺灣廟會中常見的炸轎儀式。在雲林縣北港鎮每年的農曆三月十九、二十日都會舉行迎媽祖的繞境活動，在活動過程中信徒會在神轎底下燃放大量的鞭炮，以恭迎媽祖神轎的到來，並感謝媽祖的庇祐讓信徒平安順遂、生意興榮、賺大錢，民眾相信鞭炮放的越多來年的運氣就會越好，所以在這兩天的繞境出巡中，光是燃放掉鞭炮的費用就高達數千萬元之多，讓人嘆為觀止。近來，因燃放的放式不同而有：炮堆、踩炮、犂炮、炮網等等，但都統稱吃炮，吃炮一詞由此而來。
北港朝天宮虎爺會根據1933年日人相良吉哉所著《台南州祠廟名鑑》記載：「虎爺會舊名虎爺公會，主祀神為大虎、二虎、三虎、四虎、五虎，會員五十三人，創立於康熙三十三年西元1694年。」北港俗語：「暗街仔暗眠摸，溪仔底虎爺公」即意指傳統虎爺信仰區域在溪仔底（今北港鎮博愛路，於民主路和中正路之間的路段），故溪仔底自古又被稱為「虎爺街」。現在的虎爺會是由陳光男、顏錦河二人重組，會員有200餘人，另有高雄分會、台北分會、中和分會、桃園分會、新竹分會、新北分會，彰化分會，南投分會，苗栗分會等皆為三擲杯求得虎爺認可而成立的分會，並有眾多信徒分靈虎爺神尊回家供奉鎮宅祈求平安，或有宮廟請回鎮守壇中，如：高雄苓雅寮保安堂，板橋冠友潁川堂，北港玉巡會，新竹廣澤行館，菓林太子宮，澳門朝天宮，新北建和宮。
農曆六月六日為虎爺聖誕。北港朝天宮虎爺爐主之下，原有四個副東（腳仔），朱公爐，虎爺爐，同為八角錫爐。另於民國101年增設副爐主兩位，並新增大虎、二虎神尊及爐主爐，並改制副東（腳仔）為兩位，本會朱王公金身與大虎、二虎供奉於爐主家，三虎金身則供奉於會長家。民國112年改選會長後，原本爐主神不變，為朱王公金身及大虎、二虎金身、原本副爐兩位改制為一位，爐主神為大虎金身，新增遶境爐主，爐主神為二虎，並取消了轎班團的任務，改以虎爺會為實質單位，虎爺是北港媽祖出巡中最會「吃炮」的神轎，在濃煙漫天、轟隆作響的場景中，「虎爺轎」屹立不搖，轎夫無畏無懼的神采，讓群眾懾服。其虎爺轎的造型與日本神轎相似，步伐也特具日本味。每年北港媽祖遶境時，扛虎爺神轎者須學會「顛轎步法」，因為若步法不協調即會翻轎。顛轎時是由打鼓和拿扇子的人指揮，腳踩七星步，口喊（風來虎嘯），場面震懾人心，昔日抬轎者皆為全國各地主動來北港參與之信徒，其中大部份為原籍北港的外移人口，因以前曾抬過虎爺轎，故經驗老道，每年到了農曆三月十八日就會主動回北港，並尋得虎爺轎停放的臨時行館，領取轎班衣。抬轎者大約有三分之二非會員，而會員也對抬轎者大多不相識，完全由老手帶領有興趣的新手參加。目前虎爺會抬轎人員為民國102年虎爺會有鑑於抬轎人員人數之不足，另成立虎爺會轎班團，專責虎將軍出轎時擔當抬虎爺轎及相關工作，非虎爺會轎班團成員則無法扛到虎爺神轎，虎爺轎班穿著黃色虎紋衣，頭戴黃色漁夫帽，在遶境行列中，虎虎生風的抬轎方式，在熊熊的炮火中展現威風凜凜的英姿，令人敬畏著迷。除了農曆三月十九日「北港迎媽祖」外，每年農曆正月十五上元遶境，虎爺也會出轎參與伴駕，後改為虎年元宵節才會出轎。

## 外部連結
- 台灣的虎爺信仰 （页面存档备份，存于）
- 北港朝天宮虎爺會粉絲團官方facebook粉絲專頁 （页面存档备份，存于）